# 李洪信 (五代)
李洪信，并州晉陽人，後漢昭聖太后李氏之弟。

## 人物生平
昭聖太后有弟六人，李洪信年龄最長。少时善于騎射。後唐明宗在藩時，隸于帳下，等到明宗即位，朱弘實總領捧聖軍，弘實遂擢洪信為爪牙，漸遷小校。應順中，潞王李從珂舉兵，少帝殺朱弘實而東奔，捧聖軍數百騎從行，李洪信亦在其中。及次衞州，少帝與石敬瑭遇，因有疑貳，謀害石敬瑭，其從兵皆亂。時劉知遠方護石敬瑭，李洪信以兵應之，獲免。清泰中，又為雍王重美牙校。
後晉初年，李洪信為興順左廂都指揮使。劉知遠統禁軍，遷鎮太原，奏隸麾下。劉知遠領陳州刺史、左護聖左廂都指揮使，俄加岳州防禦使。從劉知遠降鄴，以警扈之勞，授侍衞馬軍都指揮使、領武信軍節度。
乾祐中，以羣小用事，心懷憂懼，李洪信白太后求解軍職，出為鎮寧軍節度。歲餘，遷保義軍節度。当初，楊邠以元從功臣為方鎮者不熟悉政務，令三司擇軍將分補諸鎮都押牙、孔目官，或恃以朝選，藩帥難制。李洪信听闻內難，即召馬步軍都校聶召，奉國軍校楊德、王建、黃全武、楊進、翟本，右牙都校任溫、武德，護聖都校康審澄及判官路濤、掌書記張洞、都押牙楊昭勍、孔目官魏守恭，悉殺之，誣奏謀逆。
後周廣順初年，李洪信加同平章事。洪信常以此妄殺自歉，及革命，內心不自安。郭威猶以漢太后之故，移鎮京兆。本城兵不滿千，王峻西征至陝州，以援晉州為辭，又取去數百人。及劉崇北遁，遣禁兵千餘屯京兆，洪信益懼，即請入朝，懇辭藩鎮，拜左武衞上將軍。周世宗即位，遷左驍衞上將軍。顯德五年，改右龍武軍統軍，跟随世宗北征，為合流口部署。
乾德五年，改左驍衞上將軍。宋開寶五年請老，以本官致仕。八年，卒，时年七十四。
李洪信無他才術，只是凭藉外戚致位將相。斂財累鉅萬，而吝嗇尤甚。是時節鎮皆廣置帳下親兵，惟洪信最寡少。
有弟洪義。

## 延伸阅读
[在维基数据编辑]
 《宋史·卷252》，出自脱脱《宋史》